# Малинівка (Криворізький район)
Мали́нівка — село в Україні, в Криворізькому районі Дніпропетровської області. Входить до складу Карпівської сільської громади. 
До 2017 року орган місцевого самоврядування — Новомалинівська сільська рада. Населення — 39 мешканців.

## Географія
Село Малинівка знаходиться на відстані 2,5 км від сіл Зелений Став та Широка Долина. По селу протікає пересихаючий струмок з загатою.

## Населення

### Мова
Розподіл населення за рідною мовою за даними перепису 2001 року:
| Мова       | Кількість | Відсоток |
| ---------- | --------- | -------- |
| українська | 38        | 97.44%   |
| російська  | 1         | 2.56%    |
| Усього     | 39        | 100%     |

## Інтернет-посилання
- Погода в селі Малинівка [Архівовано 20 грудня 2011 у Wayback Machine.]

1. ↑  Рідні мови в об'єднаних територіальних громадах України — Український центр суспільних даних